# John Lindqvist (friidrottare)
John Lindqvist, född 29 augusti 1882, död 1958, en svensk friidrottare (långdistanslöpning). Lindqvist deltog i maratonlöpning vid OS i London 1908 men bröt loppet.